# Длинноносая кузиманза
Длинноносая кузиманза, или длинноносый кузиманзе (лат. Crossarchus obscurus) — вид хищных млекопитающих из семейства мангустовых, обитающий в Западной Африке.

## Описание
Длина тела составляет от 30 до 37 см, хвост длиной от 15 до 21 см. Вес составляет от 0,45 до 1 кг. Туловище стройное и вытянутое, ноги относительно короткие. Половой диморфизм не выражен. На передних и задних лапах по пять пальцев с невтягивающимися когтями. Когти передних лап длиннее чем когти задних лап. Подошвы задних лап за исключением задней трети безволосые.
Лохматая шерсть животного часто от тёмно-коричневого до чёрного цвета, её окраска варьирует у отдельных особей. Подшёрсток светлый, остевые волосы коричневые со светлой вершиной, вследствие чего получается сероватый вид. На голове и лице волосы короткие и светлее чем на остальной части тела, ноги чёрно-коричневого цвета. На затылке остевые волосы длиной от 10 до 15 мм, ниже они становятся длиннее, достигая на спине длины до 35 мм. У обоих полов имеются парные анальные железы, на щеках также находятся железы с секретом. У самок 3 пары сосков.
Морда вытянутая, кончик носа отчётливо расположен впереди рта. Маленькие, круглые уши закрываются, зрачки глаз горизонтально овальные. Хорошо развиты органы слуха, обоняния и зрения. Зубная формула: {\displaystyle I{3 \over 3}C{1 \over 1}P{3 \over 3}M{2 \over 2}=36}.

## Распространение
Животные живут в Западной Африке, Дагомейский разрыв отделяет их область распространения от других видов кузиманз. Ареал охватывает территорию от юго-западной Гвинеи, Сьерра-Леоне, Либерии и Кот-д’Ивуара до Ганы. Естественная среда обитания — это чаще густой подлесок влажных джунглей и пойменных лесов, в Кот-д’Ивуаре они населяют также саванны. Животные обитают на высоте до 1500 метров над уровнем моря.

## Образ жизни
Длинноносые кузиманзы ведут преимущественно дневной образ жизни, хотя имеются также наблюдения об их активности ночью. Животные живут группами численностью 20 и более особей, исследуя вокруг свою территорию. Группа состоит из одной-трёх семей, каждая из которых в свою очередь состоит из моногамной пары и детёнышей последних 2—3 помётов. Животные не имеют постоянных нор, а спят в земляных расщелинах, в пустых стволах деревьев или в густой растительности. Иногда они выкапывают также собственные норы, например, в термитнике, или спят в ветвях.
Выражено социальное поведение, как на воле, так и в неволе животные часто играют друг с другом. Оба пола помечают территорию секретом своих анальных и щековых желёз. Анальные секреты самцов и самок отчётливо отличаются. У кузиманз имеется отточенный громкий репертуар, члены группы общаются друг с другом при помощи щебечущих и мурлыкающих звуков. Иногда между сородичами происходят стычки, при этом шерсть у животных встаёт дыбом, а сами они выгибают спину и вытягивают конечности.

## Естественные враги
К естественным врагам длинноносой кузиманзы относятся различные хищники и дневные хищные птицы, такая как венценосный орёл. Известны случаи, когда в неволе животные атаковали домашних собак, которые были значительно больше чем они сами.

## Питание
Поиски корма происходят либо в одиночку, либо в группах. Животные передвигаются по земле, переворачивая камни или куски деревьев и вороша своими длинными мордами лежащую на земле листву и выкапывают добычу передними лапами. Их питание состоит из беспозвоночных животных, таких как улитки, дождевые черви, паукообразные, крабы, мокрицы, многоножки и различных насекомых, таких как прямокрылые, тараканы и жуки, а также их личинки. Они питаются также и позвоночными животными, такими как лягушки, змеи, ящерицы, птицы и их яйца, а также млекопитающими размером с тростниковую крысу. Плоды и ягоды дополняют их рацион. Мелкие позвоночные животные умерщвляются укусом в затылок. Имеются отдельные сообщения, что животные, чтобы разбить скорлупу яиц, бросают их передними лапами между задних ног о камень или скалу.

## Размножение
Биология размножения вида была исследована у животных, находящихся в неволе. У самок наблюдалось несколько циклов в год. Сезонность размножения не известна.
Период беременности длится в среднем 58 дней. В помёте от 2 до 4 (чаще 4) детёнышей, самка может приносить потомство до 3-х раз в год. Длина тела новорождённых детёнышей составляет примерно от 12 до 13 мм. У них уже имеется подшёрсток. Сначала они слепые, в возрасте примерно 12 дней их глаза раскрываются. В возрасте примерно 3-х недель детёныши отлучаются от самки. Половая зрелость наступает в возрасте примерно 9 месяцев. Продолжительность жизни в неволе составляет примерно 9 лет.

## Содержание
Длинноносые кузиманзы легко приручаются и иногда их содержат в качестве домашних животных. В природе вид встречается довольно часто, однако в некоторых регионах на него ведётся интенсивная охота или травля домашними собаками.